# مرض تكاثر نقوي
مرض التكاثر النقوي (بالإنجليزية:  Myeloproliferative neoplasm)‏ هو مجموعة من الأمراض التي تتعلق بنخاع العظم. تتميز هذه الأمراض بزيادة غير طبيعية في أعداد الخلايا النقوية في نخاع العظم. تم اقتراح هذا الاسم بواسطة طبيب أمراض الدم ويليام دامشك.
يتم تصنيف الأمراض التالية تحت هذا الاسم:
- أبيضاض الدم النقوي المزمن (بالإنجليزية: chronic myeloid leukemia)‏.
- كثرة الصفيحات مجهولة السبب (بالإنجليزية:  essential thrombocytosis)‏.
- كثرة الحمر الحقيقية أو الأولية (باللاتينية: polycythaemia vera).
- تليف نقوي (بالإنجليزية: myelofibrosis)‏.